# ムスダン (ミサイル)
ムスダン（舞水端）は朝鮮民主主義人民共和国（北朝鮮）で開発された中距離弾道ミサイル (IRBM)。別名は「ノドンB」、「テポドンX」など。

## 概要
ムスダン（舞水端）とはアメリカ合衆国が付けたコードネームであり、北朝鮮での呼び名は「火星（ファソン：화성）10号」。
この弾道ミサイルは2007年4月25日に平壌で行われた朝鮮人民軍創設75周年記念パレードで初めてその姿がアメリカの偵察衛星により確認された。また、2010年10月10日に行われた朝鮮労働党創建65周年記念パレードで初めてその姿が世界中のメディアに公開された。パレードでは12輪の移動式発射台に搭載されたムスダン8基が登場し、この時の映像は世界中で報道された。
2016年4月15日の故金日成（キム・イルソン）主席の生誕記念日「太陽節」を迎え、ムスダンの初の発射実験を実施したが、打ち上げに失敗したとの報道がなされた。また4月28日に2回、5月31日に1回発射実験をしたが直後に墜落や爆発をして失敗、さらに6月22日に2回発射実験をしたが、1回目は150 km飛翔して空中爆発して失敗した。しかし同日の2回目（累計6回目）の発射は、高度1000 km以上、水平距離400 kmを飛翔して日本海に落下しており、韓国軍関係者は意図的に高い角度（ロフテッド軌道）で発射したとしてかなり高い技術レベルの発射で成功とみている。また北朝鮮の朝鮮中央通信も「大気圏再突入時の弾頭部の耐熱性や飛行安定性が検証された」として発射実験の成功を発表した。
この発射実験には最高指導者の金正恩党委員長（国防委第一委員長・軍最高司令官）の他、李万建（リ・マンゴン）党中央委員会副委員長（軍需工業担当）や李炳鉄党中央委員会第一副部長、金洛兼（キム・ラクギョム）朝鮮人民軍戦略軍司令官らが立ち会った。

## 開発経緯

### 1992年以降
- 旧ソ連のマカエフ記念設計所のロケット技術者を招聘し開発を開始。彼らはムスダンの原型となったR-27潜水艦発射弾道ミサイル（NATOコードネーム: SS-N-6）の技術一式を北朝鮮に持ち込んだとされる。

### 2003年
- R-27と同等の性能を持つムスダンのプロトタイプが試験配備されたと言われている。

### 2005年
- イランに18 - 19発のムスダンを輸出したとされる。

### 2006年
- 2006年1月頃、イランにて発射実験が行われたと言われている。

### 2016年
- 4月15日、北朝鮮で初の発射実験を実施するも打ち上げから数秒後に空中爆発して失敗したとされる[5][6]。
- 4月28日、午前と午後に分けて2回の発射実験を実施するも発射直後に失敗[5][6]。
- 5月31日、発射実験を実施するも発射直後に失敗[5][6]。
- 6月22日、午前に2回の発射実験を実施。1発目は150 km飛翔して失敗、2発目は高度1000 km以上、水平距離400 km飛翔して日本海に落下、韓国軍と北朝鮮は実験は成功とみている[5][6][7]。
- 10月15日、午後に発射実験を行うも発射直後に空中爆発して失敗[11]。一方、ジェームズ・マーティン不拡散研究センターのジェフリー・ルイスは、ムスダンではなくKN-08の発射実験であった可能性を指摘している[12]。
- 10月20日、午前に発射実験を行うも失敗[13]。一方、ジェームズ・マーティン不拡散研究センターのジェフリー・ルイスは、15日の発射と同じくムスダンではなくKN-08の発射実験であった可能性を指摘している[12]。

## 技術的特徴
ムスダンはR-27を改造し、陸上発射型にしたものと考えられている。
R-27は潜水艦発射弾道ミサイルであるため、小型化を最優先として設計されており、全長は9.7 m、直径は1.5 mに抑えられている一方で、内部構造は複雑なものとなっている。これに対してムスダンでは、全長が12.5 mへ延長されており、ベースとなったR-27よりも長くなっている。これは、燃料や酸化剤のタンクを延長して射程を伸ばしたものであると考えられている。これに伴い重量も変化し、19t程度であろうと推定されている。
推進機関はR-27と同様、1段式の液体燃料ロケットモータを採用しているとされ、長期の常温保存が可能なものである。ペイロードは650 - 1,200 kg程度と考えられ、推定射程は3,200 km以上4,000 km以下で、日本本土はもとよりグアムの米軍基地にも届く射程である。
なお、CEPは1,300 m程度と考えられている。
ムスダンはTEL (Transporter-Erector-Launcher) を用いた道路移動型中距離弾道ミサイルであり、原型が潜水艦発射弾道ミサイルという事もあり即応性は高く、事前に破壊する事は困難とされる。なお、発射された場合、ロケットモータが燃焼した後、弾頭が切り離され、再突入体が目標へ自由落下していくと考えられている。
北朝鮮は2016年6月の発射実験により「大気圏再突入時の弾頭部の耐熱性や飛行安定性が検証された」として弾頭の再突入技術の検証に成功したことを発表している。また弾頭はペイロードに合わせて高性能爆薬・核・生物・化学兵器が選択可能である。多弾頭のMIRV技術についてはムスダンの原型であるR-27の技術移転の際に獲得している可能性が高いが、単弾頭と比較してさらなる小型化が必須であり、強化原子爆弾か水素爆弾の技術が必要とされる。2013年現在ではまだ途上と考えられ、結果的にMIRVは選択できないとみられる。ただし、強化原子爆弾については、開発成功を示唆する分析も存在する事に注意が必要である。
なお、元々が潜水艦発射弾道ミサイルであるため、オリジナルと同等の設計とすれば潜水艦での運用も可能であるが、配備国の北朝鮮やイラン共に運用可能な潜水艦を保有していない。しかし、偽装コンテナ船にムスダンを搭載して運用する事は可能とされる。

## アメリカによる破壊工作疑惑と開発放棄
ムスダンを巡っては先述したように、幾度も行われた発射実験のほとんどが失敗している。この理由について、アメリカが行った破壊工作が原因となっているのではないかという指摘がある。
ムスダンの開発当時、北朝鮮はミサイルの部品の一部、特に電子部品を輸入に依存しており、それらの部品は使用目的を偽装するなどしたうえで主にヨーロッパから輸入していた。アメリカは対北朝鮮貿易に携わる企業と輸出される電子部品関係の書類を調査し、軍事転用される可能性がある部品に誤作動を引き起こすコンピューターウイルスを植え付けて出荷させた。これらの部品がどのミサイルに使用されたかまでは判明していないが、ムスダンの発射実験がことごとく失敗したことから、ウイルスに感染した部品がかなりの数ムスダンに使用されていたとみられている。
北朝鮮はその後、ウクライナ製のRD-250に外形が酷似する「白頭山エンジン」を開発し、同エンジンを搭載した火星12形（IRBM）や火星14形（ICBM）を次々と開発して発射しているが、ムスダンに関しては姿を消している。金正恩委員長（当時）は白頭山エンジンの開発について「他国の技術を踏襲する依存性を完全に根絶やしにし（後略）」と発言していることから、北朝鮮側はムスダンの相次ぐ発射失敗の「真相」を一定程度把握していたと考えられている。